# Bộ Hải quỳ

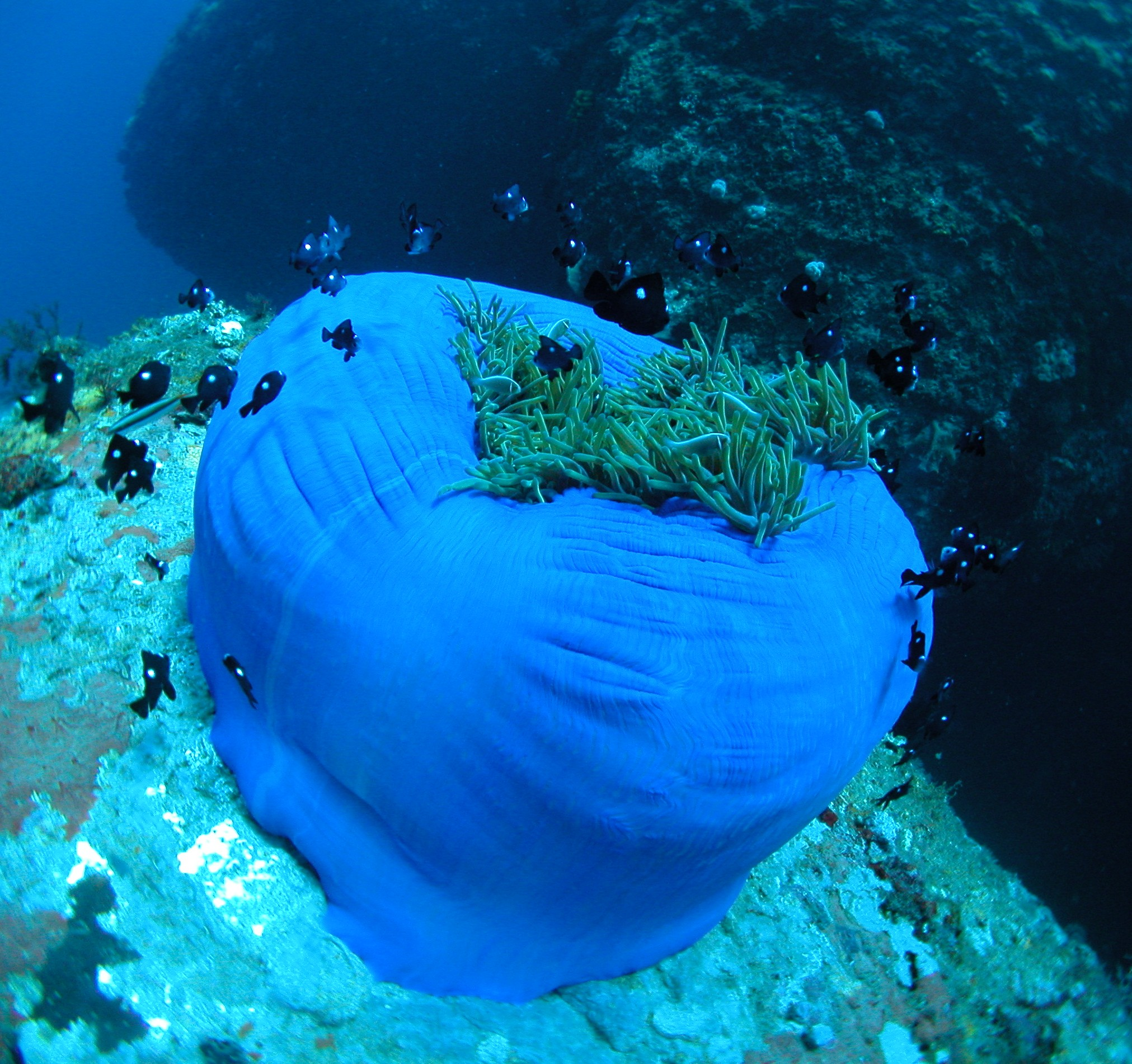
Hải quỳ ở Nha Trang

Hải quỳ là một nhóm động vật săn mồi sống dưới nước thuộc bộ Actiniaria. Chúng được xếp vào ngành Cnidaria, lớp Anthozoa, phân lớp Hexacorallia. Anthozoa thường có các polyp lớn cho phép tiêu hóa con mồi lớn hơn và cũng thiếu giai đoạn medusa. Là động vật thích ty bào, hải quỳ có quan hệ gần gũi với san hô, sứa và Ceriantharia và thủy tức.

## Phân loại
Hải quỳ, bộ Actiniaria, được phân loại trong ngành Cnidaria, lớp Anthozoa (San hô), lớp phụ Hexacorallia.  Rodriguez và cộng sự đã đề xuất một phân loại mới cho Actiniaria dựa trên kết quả DNA mở rộng.
Các phân họ và Siêu họ được bao gồm trong Actiniaria là:
- Phân bộ  Anenthemonae
  - Liên họ Edwardsioidea
  - Liên họ Actinernoidea
- Phân bộ Enthemonae
  - Liên họ Actinostoloidea
  - Liên họ Actinioidea
  - Liên họ Metridioidea

## Phát sinh loài

### Các mối quan hệ bên ngoài
Anthozoa (lớp San hô)  chứa ba phân lớp: Hexacorallia, trong đó có Actiniaria; Octocorallia; và Ceriantharia. Đây là đơn ngành, nhưng các mối quan hệ bên trong các lớp con vẫn chưa được giải quyết.

|  | Actiniaria (hải quỳ) |
|  |                      |
|  | Antipatharia         |
|  |                      |
|  | Corallimorpharia     |
|  |                      |
|  | Rugosa †             |
|  |                      |
|  | Scleractinia         |
|  |                      |
|  | Zoantharia           |
|  |                      |

|  | Alcyonacea   |
|  |              |
|  | Helioporacea |
|  |              |
|  | Pennatulacea |
|  |              |

|  | Penicillaria |
|  |              |
|  | Spirularia   |
|  |              |

|  | Actiniaria (hải quỳ) |
|  |                      |
|  | Antipatharia         |
|  |                      |
|  | Corallimorpharia     |
|  |                      |
|  | Rugosa †             |
|  |                      |
|  | Scleractinia         |
|  |                      |
|  | Zoantharia           |
|  |                      |

|  | Alcyonacea   |
|  |              |
|  | Helioporacea |
|  |              |
|  | Pennatulacea |
|  |              |

|  | Penicillaria |
|  |              |
|  | Spirularia   |
|  |              |